# Краснокамський міський округ
Краснокамський міський округ (рос. Краснокамский городской округ) — адміністративно-територіальна одиниця в складі Пермського краю Росії.
Адміністративний центр району — місто Краснокамськ. 

## Географія
Площа, яку займає міський округ, становить 957 км², що складає 0,6% всієї площі Пермського краю. Протяжність території Краснокамського міського округу з півночі на південь - 33 км, а зі сходу на захід - 50 км. Межує з Пермським міським округом, Пермським районом, Добрянським та Нитвенським міськими округами краю.
Основними природними багатствами міського округу є деревина, торф, цегляна глина.

## Населення
Населення - 72 417 осіб. (2021 рік)
Національний склад
За підсумками перепису 2002 року: росіяни - 89,5%, татари - 3,3%, комі-перм'яки - 1,5%.